# De slag om Brussel
De slag om Brussel was een reportageserie van de VPRO over de regelgeving van de Europese Unie. De eerste serie van vier afleveringen werd in het voorjaar van 2009 uitgezonden, in de aanloop naar de Europese verkiezingen. De tweede serie van acht afleveringen volgde in het voorjaar van 2010. Het programma werd gepresenteerd door Teun van de Keuken en Roland Duong, bekend van de Keuringsdienst van Waarde. De commentaarstem in de eerste serie was van Peer Mascini, daarna van Roland Duong. 
Acht afleveringen uit de eerste twee seizoenen werden vanaf september 2010 uitgezonden door Canvas met Vlaamse commentaarstem.
Op 16 januari 2012 gingen Van der Keuken en Duong met Andrea van Pol de serie De slag om Nederland presenteren.
Vanaf 14 oktober 2013 werd de serie uitgezonden onder de titel De slag om Europa. Hierbij werd de Europese politiek onder de loep genomen. De laatste aflevering van het programma werd uitgezonden op 15 december 2014.

## Afleveringen De slag om Brussel

### Seizoen 1
- 1. 11 mei 2009: Stinkkaas

De regelgeving voor rauwmelkse kaas is in de hele EU gelijk, maar de controle erop verschilt sterk per land. Op Sardinië wordt de verboden larvenkaas casu marzu openlijk verkocht en er is geen controle op. In Nederland daarentegen wordt een kleine biologische geitenkaasboerderij streng gecontroleerd.
- 2. 18 mei 2009: Autolobby

Kathalijne Buitenweg belt met de afdeling Diplomatic Sales van Fiat in België en doet zich voor als geïnteresseerde koper. Europarlementariërs kunnen voor de meeste merken zo'n 20 procent korting krijgen op de aanschaf van een nieuwe auto. Op deze manier versterkt de autolobby haar greep op Brussel. Auto's zouden veel veiliger kunnen worden als bepaalde technische eisen zouden worden gesteld. De EU hanteert echter de integrated approach: de verkeersveiligheid is afhankelijk van infrastructuur, rijgedrag en in mindere mate de technische staat van de auto.
- 3. 25 mei 2009: Champagnestreken

In de Champagnestreek wil men inferieure landbouwgrond gaan inzetten als wijngaarden en profiteren van de beschermde naam. Tegelijkertijd wordt het de wijnboeren uit de Zwitserse plaats Champagne verboden hun wijn onder de eigen naam te verkopen, terwijl ze een eeuwenoude traditie hebben. Ze kiezen voor de naam C-ampagne.
- 4. 1 juni 2009: Euroscepsis

Aan de hand van het langeladderverbod voor glazenwassers wordt de zin(loosheid) van Europese regels besproken. In omringende landen worden deze regels niet op die manier toegepast. Regels die aan Europa worden toegeschreven, zijn eigenlijk door onszelf bepaald. Nederland doet aan gold plating, het verscherpt de regels en zet ze naar eigen hand. Met kort lijsttrekkersdebat met Hans van Baalen, Dennis de Jong en Judith Sargentini en interviews met Frans Timmermans en Carl Bildt.

### Seizoen 2
- 1. 19 april 2010: Stierenvechten
- 2. 26 april 2010: Allochtone beren in de Pyreneeën

Het importeren van beren blijkt onbedoelde bijeffecten te hebben.
- 3. 3 mei 2010: Natura 2000
- 4. 10 mei 2010: Zelfslachtende slagers
- 5. 17 mei 2010: Shopskasalade

Onderzoek naar de betwiste herkomst van deze traditionele salade.
- 6. 24 mei 2010: Drugsbeleid

De makers onderzoeken of een strenger drugsbeleid leidt tot minder aanbod door op zoek te gaan naar softdrugs in Frankrijk, Portugal en Tsjechië.
- 7. 31 mei 2010: Geldverslinding
- 8. 7 juni 2010: Den Haag vs. Brussel

### Seizoen 3
- 1: 16 mei 2011: Nederland - Spanje, De vistwist

Spanje ontvangt bijna de helft van de EU-visserijsubsidies en investeert deze in grote geavanceerde boten wat ten koste gaat van de duurzaamheid en de kleine vissers. Met interview met staatssecretaris Henk Bleker.
- 2: De feta-vete

Feta is een beschermde oorsprongsbenaming die geldt voor vrijwel geheel Griekenland terwijl de regels voorschrijven dat niet een hele lidstaat kan gelden als oorsprongsregio. Denemarken en Duitsland waren voorheen de grootste producenten van feta maar mogen die nu niet meer zo noemen.
- 3: Fricties in de fracties
- 4: Made in Italy
- 5: Kiezersbedrog
- 6: De Griekse tragedie
- 7: De Goulashsubsidie

Nederland strijkt door coöperatievorming veel Europese landbouwsubsidies op. Nederlandse kaspaprika's komen terecht in de supermarkten van Hongarije, bekend als paprikaland. De lokale boeren kunnen deze concurrentie niet makkelijk aan.

## Nominatie
- 2011: Prijs voor de Journalistiek van het Europees Parlement